# André Sylvane
Marie-Paul-Émile Gérard dit André Sylvane, né à L'Aigle (Orne) le 27 mars 1851 et mort à Paris 8e le 28 octobre 1932, est un dramaturge et scénariste français.
Le fonds d’archives privées Abel Gérard, frère d'André Sylvane, regroupe au sein des archives départementales de l'Orne, un fonds original composé de manuscrits et de textes imprimés de pièces de théâtre (comédies dramatiques et vaudevilles) d'André Sylvane.

## Biographie
André Sylvane exerce la profession de commissaire priseur à Paris.
André Sylvane est Officier de l'instruction publique

## Dramaturgie
- 1893 : Madame Suzette, opérette de Maurice Ordonneau, André Sylvane, musique d'Edmond Audran, lire en ligne sur Gallica
- 1894 : L'Article 214, d'André Sylvane et Maurice Ordonneau, théâtre des Variétés à Paris
- 1896 . Le Sursis, vaudeville en 3 actes d'André Sylvane et Jean Gascogne, Paris, les Nouveautés, 18 décembre 1896, Librairie théâtrale , 1897, 82
- 1897 : Les Petites femmes, opérette en 4 actes, musique d'Edmond Audran, Paris, 1897, Choudens éditeur, 180 p. lire en ligne sur Gallica
- 1898 : La culotte, vaudeville, avec Louis Artus, Théâtre du Palais-Royal, lire en ligne sur Gallica
- 1901 : Second Ménage, comédie en trois actes de Maurice Froyez et André Sylvane
- 1904 : Tire-au-flanc, pièce en 3 actes avec André Mouézy-Éon, théâtre Déjazet à Paris
- 1912 : Le Pavillon, comédie en 3 actes avec André Mouëzy-Éon, Comédie-Royale, 9 décembre 1911, Paris Stock 1912, 163 p.
- 1913 : Les Samedis de Monsieur, comédie en 2 actes, avec André Mouëzy-Éon Comédie-Royale, 4 janvier 1913, Paris, Stock, 72 p.

## Filmographie
- 1912 : Tire-au-flanc, film muet de Georges Lordier, scénario d'André Mouëzy-Éon et André Sylvane d'après leur pièce éponyme
- 1928 : Tire-au-flanc, film muet de Jean Renoir, adaptation à l'écran de la pièce éponyme
- 1933 : Tire-au-flanc, d' Henry Wulschleger, adaptation à l'écran de la pièce éponyme
- 1950 : Tire-au-flanc, de Fernand Rivers, adaptation à l'écran de la pièce éponyme
- 1961 : Tire-au-flanc 62, de Claude de Givray et François Truffaut, adaptation à l'écran de la pièce éponyme